# 梨果寄生
梨果寄生（学名：Scurrula philippensis）为桑寄生科梨果寄生属下的一个种。